# Bichon (album)
Pour les articles homonymes, voir Bichon.
Albums de Julien Doré
Ersatz
(2008) LØVE
(2013)
Singles
1. Kiss Me Forever
Sortie : 24 février 2011
2. L'été Summer
Sortie : 20 septembre 2011
3. Laisse avril
Sortie : 23 mars 2012

Bichon est le deuxième album de Julien Doré, paru le 21 mars 2011. 
L'album comporte 13 titres et de nombreux artistes y ont collaboré : Françoise Hardy, Yvette Horner ou encore Biyouna.
Julien Doré s'est entouré de nombreux auteurs pour les textes de l'album : Philippe Katerine, Dominique Ané, Arman Méliès, Jean-Luc Delarue  ou encore Natacha Le Jeune.
L'album s'est écoulé à 85 000 exemplaires (chiffres mis à jour en 2014), il est certifié disque d'or.
Dans la même veine que le premier album, Bichon fait la part belle aux envolées musicales et aux textes ciselés.
Le premier extrait est Kiss Me Forever, dans le clip duquel Julien Doré se balade dans la rue, un bichon dans les bras. Le deuxième extrait est L'été Summer (jeu de mots) et enfin le dernier extrait est Laisse avril.
Le titre de l'album est lié au bichon (chien), c'est ainsi qu'il appelle ses musiciens.

## Liste des titres
| 1.    | Baie des Anges                           | 4:56 |
| 2.    | Kiss Me Forever                          | 3:01 |
| 3.    | BB baleine (en duo avec Françoise Hardy) | 3:41 |
| 4.    | L'été Summer                             | 2:44 |
| 5.    | Golf Bonjovi                             | 3:27 |
| 6.    | Laisse avril                             | 3:47 |
| 7.    | Roubaix mon amour                        | 2:58 |
| 8.    | Glenn Close                              | 7:24 |
| 9.    | Vitriol                                  | 4:22 |
| 10.   | Miami                                    | 2:39 |
| 11.   | Bleu canard                              | 1:24 |
| 12.   | Homosexuel (avec Yvette Horner)          | 2:48 |
| 13.   | Bergman (avec Biyouna)                   | 3:39 |
| 46:57 |                                          |      |